# Sal's
Sal's es un cultivar de higuera de tipo Higo Común Ficus carica, unífera (una sola cosecha por temporada los higos de verano-otoño), de higos pequeños a medianos de color de piel de fondo azulado ceniciento con sobre color de manchas irregulares de color verde amarillento, con un cuello medio grueso de color amarillo verdoso. Esta higuera procede de un ejemplar encontrado y cultivado en la casa Sal's en Long Island. Se cultiva principalmente en los estados con climas frescos y húmedos de los Estados Unidos, son capaces de ser cultivadas en zona de rusticidad USDA 7 a 10.

## Sinonimia
- „Sal's Fig“.[4]
- „Second Story Fig Tree“ "Higuera de la segunda planta de la vivienda", este nombre se debe a que la parte superior del árbol se doblaría a través de una ventana de la segunda planta del invernadero para la protección del invierno, mientras que la parte inferior estaba envuelta y protegida del crudo invierno de Nueva York. El vecino Paul Traceski recogió una estaca de este árbol directamente de un lanzamiento lateral y lo plantó en su casa.[5]

## Historia
El origen y la identidad exacta de esta higuera en el mundo antiguo se desconoce. Procede de una higuera oriunda italiana en la casa Sal's de Paul Traceski cerca de Huntington Station en Long Island.
'Sal's' está bien adaptado en el clima del noreste de Estados Unidos. Los viveristas « DiPaola brothers » que poseen el Belleclare en Long Island lo introdujeron en el mundo de los viveros. Es extremadamente resistente. Las plantas son vigorosas y resistentes.
'Sal's' es un pequeño higo azulado, en el que una característica distintiva es la gota de miel en su ostiolo que ayuda a drenar el agua de la lluvia por lo que se adapta bien en las zonas lluviosas del este de los Estados Unidos.
Según observaciones de Paul Traceski los higos si no son recolectados se secan en el árbol y ahí permanecen pudiendo ser recogidos como higos pasos para el Día de Acción de Gracias.

## Características
La higuera 'Sal's' es una variedad unífera de tipo Higo Común, muy resistente al frío. Las higueras 'Sal's' tienen hojas pentalobadas (5 lóbulos) con los lóbulos poco profundos, con higos resistentes a la putrefacción, ya que el ostiolo del higo está adaptado para que el agua de la lluvia no penetre. Larga temporada de maduración de agosto a octubre. Los árboles son productores muy confiables. Rico sabor dulce.
Los higos 'Sal's' de un calibre de pequeño a mediano, tienen forma piriforme turbinada, no simétricos; de color de piel de fondo azulado ceniciento con sobre color de manchas irregulares de color verde amarillento, con lenticelas escasas grandes de color blanquecino; grietas longitudinales escasas y gruesas, grietas reticulares más abundantes y más finas; con un cuello de tamaño medio grueso de color amarillo verdoso, con pedúnculo de tamaño medio grueso con escamas pedunculares pequeñas y verdes con ribetes marrones; ostiolo de tamaño medio con gota de miel, con escamas ostiolares pequeñas semiadheridas de color rojo con ribete blanco; con carne-receptáculo ancha y blanca, pulpa color rojo teñida de color fresa, aquenios pequeños y numerosos, cavidad interna muy pequeña o ausente, sabor afrutado jugoso y dulce; madura en agosto hasta octubre; difícil desprendimiento del árbol cuando maduro, si no se recoge puede permanecer en el árbol aun cuando se han caído las hojas y quedar en las ramas como higo paso. USDA Hardiness Zones 7 a 10. No es un gran productor de frutos, pero una de sus cualidades es la de estar bien adaptado en las áreas lluviosas del este de los Estados Unidos. Merece pruebas en el Noroeste. Parece bastante resistente. Probablemente no es popular porque es difícil de propagar.

## Cultivo
Ya que 'Sal's', es un buen productor de higos muy dulces y ricos que se desarrollan muy bien en las zonas lluviosas de los estados del este de Estados Unidos donde otros higos más grandes pierden su sabor o se abren antes de la maduración, es muy cultivado en huertos y jardines particulares de estas zonas. Su mayor inconveniente es su dificultad para enraizar sus esquejes.